# Andrew Homzy
Andrew Homzy (* 31. Oktober 1945 in Toledo, Ohio) ist ein amerikanischer Jazzmusiker (Piano, Tuba, Arrangements, Komposition), Dirigent und Musikwissenschaftler.

## Leben und Wirken
Homzy erhielt Tuba-Unterricht bei Harvey Phillips und studierte bis 1967 am Baldwin-Wallace College in Berea (Ohio) Musik. Nach dem Bachelor absolvierte er in Montreal ein musikwissenschaftliches Masterstudium an der McGill University, wo er auch in der Lehre beschäftigt war. Bis 1972 lehrte er an der Sir George Williams University, aus der 1974 die Concordia University entstand. Nach Tätigkeit als Studiomusiker, aber auch für Ballet, Oper und das örtliche Sinfonieorchester sowie der Vic Vogel Big Band und als Leiter eigener Bands wie Saxophone No End (1975–77) holte ihn die Concordia University 1977 zurück. Dort unterrichtete Homzy Jazz und leitete ab 1980 als Associate Professor das Jazzprogramm. 1984 gründete er das Andrew Homzy Jazz Orchestra, das sich dem Repertoire klassischer Jazzarrangements widmete, aber auch neue Werke von Francy Boland und Stan Traceys Genesis aufführte.
Homzy beschäftigte sich als Musikwissenschaftler intensiv mit den Nachlässen von Duke Ellington und Charles Mingus, dessen umfangreiches Epitaph-Opus er wiederentdeckte und gemeinsam mit Gunther Schuller so weit rekonstruierte, dass es 1989 erfolgreich aufgeführt werden konnte. Auch rekonstruierte er Ellingtons Jump for Joy, das er 1991 mit dem Bill Berry Orchestra in Los Angeles präsentierte. Zwischen 1989 und 1994 transkribierte er zahlreiche klassische Jazzarrangements, um sie mit dem Smithsonian Jazz Masterworks Orchestra aufzuführen.  Weiterhin schrieb er eigene Kompositionen und zahlreiche Bigband-Arrangements für Mingus-Kompositionen. Außerdem verfasste er die Liner Notes für einige Wiederveröffentlichungen klassischer Jazzalben.

## Schriften
- Charles Mingus: More than a fake book. Hal Leonard Publishing, Milwaukee WI 1991, ISBN 0-7935-0900-9.
- Me And You: Duke Ellington and Billy Strayhorn. The Village Voice – Jazz Supplement, 23 June 1992
- Black, Brown and Beige in Duke Ellington's Repertoire, 1943-1973. Black Music Research Journal 1993